# Chantemerle-les-Blés
Chantemerle-les-Blés – miejscowość i gmina we Francji, w regionie Owernia-Rodan-Alpy, w departamencie Drôme.
Według danych na rok 1990 gminę zamieszkiwały 732 osoby, a gęstość zaludnienia wynosiła 48 osób/km² (wśród 2880 gmin regionu Rodan-Alpy Chantemerle-les-Blés plasuje się na 958. miejscu pod względem liczby ludności, natomiast pod względem powierzchni na miejscu 755.).